# Нове Сіндрово
Нове Сі́ндрово (рос. Новое Синдрово, ерз. Од Сендру) — село у складі Краснослободського району Мордовії, Росія. Входить до складу Колопінського сільського поселення.
Населення — 546 осіб (2010; 552 у 2002).
Національний склад (станом на 2002 рік):
- мокшани — 87 %